# Lista de episódios de Pirates of Dark Water
Esta é uma lista de episódios de Pirates of Dark Water, ou seja, uma lista que contém todos os 21 episódios produzidos para série animada The Pirates of Dark Water.
| #  | Título                       | Autor(es) | Primeira exibição |
| -- | ---------------------------- | --------- | ----------------- |
| 01 | "The Quest"                  | ASA       | ASA               |
| 02 | "Dishonour"                  | ASA       | ASA               |
| 03 | "Break Up"                   | ASA       | ASA               |
| 04 | "# Betrayal"                 | ASA       | ASA               |
| 05 | "Victory"                    | ASA       | ASA               |
| 06 | "Andorus"                    | ASA       | ASA               |
| 07 | "A Drop of Darkness"         | ASA       | ASA               |
| 08 | "The Beast and the Bell"     | ASA       | ASA               |
| 09 | "Panacea"                    | ASA       | ASA               |
| 10 | "King Niddler"               | ASA       | ASA               |
| 11 | "The Collection"             | ASA       | ASA               |
| 12 | "The Little Leviathan"       | ASA       | ASA               |
| 13 | "The Darkdweller"            | ASA       | ASA               |
| 14 | "The Dark Disciples"         | ASA       | ASA               |
| 15 | "The Ghost Pirates"          | ASA       | ASA               |
| 16 | "The Dagron Master"          | ASA       | ASA               |
| 17 | "The Game Players of Undaar" | ASA       | ASA               |
| 18 | "The Pandawa Plague"         | ASA       | ASA               |
| 19 | "Sister of the Sword"        | ASA       | ASA               |
| 20 | "The Soul Stealer"           | ASA       | ASA               |
| 21 | "The Living Treasure"        | ASA       | ASA               |